# Luis Padilla Nervo

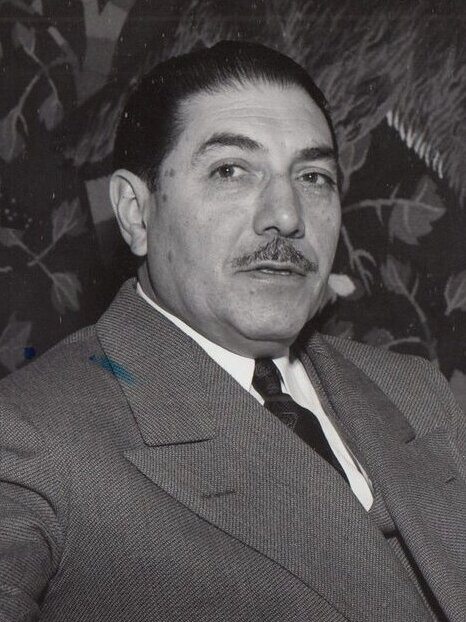
Luis Padilla Nervo

Luis Padilla Nervo (19 de agosto de 1894 – 9 de setembro de 1985) foi um político e diplomata mexicano. Foi o primeiro embaixador mexicano na Organização das Nações Unidas (ONU), Ministro das Relações Exteriores do México de 1952 a 1958 no governo Adolfo Ruiz Cortines e Presidente da Assembleia Geral das Nações Unidas na 6.ª Sessão em 1951.

## Carreira
Estudou direito na Universidad Nacional Autónoma de México. Fez pós-graduação em universidades dos Estados Unidos, França e Reino Unido. Representou o México durante aConferência das Nações Unidas sobre Organização Internacional em São Francisco, Califórnia, em 1945, e assinou a Carta das Nações Unidas. Foi o primeiro embaixador mexicano na ONU, posição na qual foi membro do Conselho de Segurança das Nações Unidas. Durante a 6.ª Sessão foi Presidente da Assembleia Geral das Nações Unidas.
Padilla Nervo foi também embaixador em El Salvador, Paraguai, UNESCO, Costa Rica e Dinamarca. Na administração pública mexicana foi Secretário de Governo, Secretário de Educação e Secretário de Trabalho. Foi eleito juiz do Tribunal Internacional de Justiça para o período de 1964 a 1973.